# 统军庄站
统军庄站是一个京承线上的铁路车站，位于中华人民共和国北京市密云区十里堡镇，建于1960年，目前为四等站，目前客运：办理旅客乘降；不办理行李、包裹托运；不办理货运营业。